# Hémichis
Le terme Hémichis (aussi Hémisis, Hemchines, Hemsinli, Khemchiles, Arméniens de Hemşin, en arménien Համշե(ն)ցիներ) désigne généralement des Arméniens de confession musulmane sunnite, islamisés au XVIIIe siècle qui sont affiliés aux districts de Hemşin et Çamlıhemşin dans la province de Rize, en Turquie,,,.
Ils sont d'origine arménienne et étaient à l'origine chrétiens et membres de l'Église apostolique arménienne, mais au fil des siècles ont évolué en une communauté distincte et se sont convertis à l'islam sunnite après la conquête de la région par les Ottomans au cours de la seconde moitié du XVe siècle.
Pendant des siècles, la migration continue des hautes terres géographiquement isolées vers les basses terres a amené les Hémichis à s'installer dans les régions proches de Trabzon, Artvin et dans la partie occidentale de la côte de la mer Noire. Ainsi, une importante population Hémichis s'est formée dans ses zones.

## Histoire
Si les origines des Hémichis sont sujettes à débat chez les spécialistes, avec trois régions présumées : l'Arménie orientale, l'Arménie occidentale et l'Asie centrale, le centre du haut-plateau arménien est une origine plausible, selon une étude génétique de 2011.
Lors des déportations de peuples sous Joseph Staline, 25 915 Hémichis de Géorgie soviétique furent déportés en 1944 au Kazakhstan et en Ouzbékistan.

## Groupes
Il existe trois groupes de Hémichis :
- Les « Hémichis orientaux » – plus connus sous le nom de Hémichis de Hopa – sont les habitants de la province d'Artvin (Turquie) ; principalement entre les villes de Hopa et de Borcka. Ils sont dispersés dans toute la Turquie (Ankara, Istanbul, etc.) et en Europe dû à l'immigration. Ils sont très majoritairement musulmans sunnites et parlent le Homshetsi, un dialecte de l'arménien occidental. Ces Hémichis se sont installés dans la région au XVIIIe siècle, ils viennent de la province Hemsin. Ils ont survécu aux massacres de l'époque en se convertissant à l'islam mais ont pu garder leur langue. Au XIXe siècle, un grand groupe de ces Hémichis a migré au sud de l'Adjarie (actuellement en Géorgie) et s'est installé dans 6 villages près de la frontière turque. Cependant durant la période soviétique, en 1944, sur les ordres de Staline, ce groupe fut déporté en Asie centrale. Un autre groupe quant à eux a été transféré dans plusieurs villages de la province de Sakarya dans les années 1850.
- Les « Hémichis occidentaux » – plus connus sous le nom de Hémichis de Bash – sont les habitants de la province de Rize (Turquie) ; principalement à Hemsin, Camlihemshin et dans les villages aux alentours. Ils sont également dispersés dans les principales villes de Turquie (Ankara, Istanbul, Izmir, etc.), en Europe et aux États-Unis (dû à l'immigration). Ils parlent le Hemshinji (un dialecte turc avec de nombreux mots arméniens) et sont dans leur très grande majorité des musulmans sunnites.
- Les « Hémichis du nord » quant à eux vivent actuellement sur les côtes nord-est de la mer Noire. Principalement en Abkhazie (Géorgie) et à Krasnodar (Russie). Ils ont migré de leur région (Hemsin, Camlihemsin, Rize, Trabzon, Samsun, Ordu etc) au cours du XVIIIe et du XIXe siècle. Ils parlent le Homshetsma (semblable au Homshetsi). Ils sont également en majorité des chrétiens orthodoxes et certains d'entre eux ont migré en Arménie au XXe siècle[14].

## Langue
Sur le plan linguistique, il existe trois variétés du Homshetsma, la langue des Hémichis, deux parlées par des groupes ethniques musulmans vivant en Turquie et un par un groupe resté chrétien, mais vivant en Géorgie et en Russie.

## Identité ethnique
L'identité ethnique des Hémichis de Turquie est problématique : leur langue est incontestablement un dialecte de l'arménien occidental, leur religion est l'islam sunnite, la plupart des conversions semblent avoir eu lieu au XVIIe et XVIIIe siècles, mais ils ont conservé certaines coutumes chrétiennes (Épiphanie, baptême, Vartivor : fête de la Transfiguration ou Vardavar en arménien). Les Turcs les considèrent souvent comme un sous-groupe des Lazes (dont la langue est un dialecte du géorgien), les Lazes de Turquie les appellent « Arméniens », et les jeunes Hémichis utilisent le mot Ermeni (« Arménien ») pour désigner un ivrogne, bien que les plus âgés semblent conscients de leur origine arménienne, tout en évitant prudemment les discussions sur ce sujet.

#### En français
- Georges Dumézil, Notes sur le parler d'un Arménien musulman de Hemsin, Bruxelles, Palais des Académies, 1964.
- Georges Dumézil, Notes sur le parler d’un Arménien musulman d’Ardala, Revue des études arméniennes, 1965, no 2, p. 135-142.
- Georges Dumézil, Trois récits dans le parler des Arméniens musulmans de Hemshin, Revue des études arméniennes, 1967, no 4, p. 19-35.

#### En anglais
- Bert Vaux, Homshetsma: The Language of the Armenians of Hamshen, dans The Hemshinli, Hovann Simonian (éd.), 2001.
- Bert Vaux, Sergio LaPorta, and Emily Tucker (1996), Ethnographic Materials from the Muslim Hemshinli with Linguistic Notes, Annual of Armenian Linguistics 17, 1996.

#### En allemand
- Rüdiger Benninghaus, Zur Herkunft und Identität der Hemshinli, dans R. Benninghaus and P. A. Andrews (éd.), Ethnic Groups in the Republic of Turkey, Wiesbaden, Ludwig Reichert Verlag, 1989.
- Uwe Bläsing, Armenisches Lehngut im Türkeitürkischen am Beispiel von Hemsin, Amsterdam, Rodopi, 1992.
- Uwe Bläsing, Armenisch-Türkisch. Etymologische Betrachtungen ausgehend von Materialien aus dem Hemsingebiet nebst einigen Anmerkungen zum Armenischen insbesondere dem Hemsindialekt, Amsterdam, Rodopi, 1995.